# Krasnyj Jar (obwód doniecki)
Krasnyj Jar (ukr. Красний Яр) – wieś na Ukrainie, w obwodzie donieckim, w rejonie pokrowskim, w hromadzie Hrodiwka. W 2001 liczyła 206 mieszkańców.